# Karol Żelazny
Karol Żelazny (ur. 27 stycznia 1906 w Krakowie, zm. 30 maja 1975 w Nowym Sączu) – polski piłkarz, trener.

## Życiorys
Był wychowankiem Polonii Kraków, w której występował w latach 1921–1923. W 1924 roku trafił do Wisły Kraków, którą reprezentował przez cztery lata. W barwach „Białej Gwiazdy” zadebiutował 8 maja 1927 roku w wygranym 4:0 meczu z Czarnymi Lwów i wywalczył z nią w sezonie 1927 tytuł mistrza Polski. W latach 1928–1929 Żelazny był zawodnikiem Polonii Warszawa, a kolejno Fabloka Chrzanów (1930–1934) i KS Chełmku (1934–1939). Po zakończeniu II wojny światowej wrócił do KS Chełmka, w którym występował do 1946 roku. W sezonie 1947 zasilił Cracovię na jedno spotkanie w krajowych eliminacjach o I ligę, gdyż drużyna borykała się wówczas z problemami kadrowymi. Żelazny zagrał 3 sierpnia 1947 roku w wygranym 1:3 meczu z Gwardią Warszawa. Po zakończeniu kariery piłkarskiej pracował w charakterze trenera. Żelazny prowadził w 1953 roku Resovię, zaś od stycznia do lutego 1955 roku Cracovię. W 1960 roku uzyskał tytuł trenera I klasy. Żelazny pracował także jako szkoleniowiec w Gryfie Słupsk, Gwardii Koszalin i KS Chełmku.